# Zinat (kommun)
Zinat (franska: Zinat (CR), Zinat (Commune Rurale), arabiska: مركز السخينات) är en kommun i Marocko.   Den ligger i provinsen Tétouan och regionen Tanger-Tétouan-Al Hoceïma, i den norra delen av landet, 200 km nordost om huvudstaden Rabat. Antalet invånare är 6 539.